# Vinko Kristan
Vinko Kristan, slovenski komunist, politični delavec in publicist, * 23. januar 1917, Verje, † 9. april 1942, Ljubljana.

## Življenjepis
Kristan je leta 1935 postal član KPJ. Politično je deloval v Zvezi kmetskih fantov in deklet; od leta 1938 do 1941 je bil član njenega vodstva. V tem času je postal tudi član pokrajinskega komiteja SKOJa za Slovenijo. V kmečkem in mladinskem tisku je objavil več političnih člankov in črtic. Pred okupacijo je bil poslan za instruktorja CK KPS v novomeško okrožje. Od maja 1941 je bil v Vrhovnem pozneje v Glavnem poveljstvu slovenskih partizanskih čet, kjer je bil odgovoren za organizacijo odhodov v partizane. Pri tem delu je bil izdan in pri obkolitvi hiše ustreljen.
Vinko Kristan je v prostem času na svojem vrtu sestavljal svoj prvi helikopter, kar je bilo že leta 1926, torej vsaj 10 let prej, kot se je to zgodilo v Nemčiji. Radovedni sosedje so Kristanov izum imenovali samofrč. Sestavljen je bil v obliki piramide, na vrhu je imel propeler, ob strani pa še manjšega za usmerjanje v zraku. Zadeva je bila iz lesa in platna, poganjal pa si jo s pedali.